# Kveldssanger
Kveldssanger (с норв. «Вечерние песни») — второй альбом норвежской группы Ulver, вышедший в 1996 году.

## Об альбоме
Написанный на норвежском языке (с использованием орфографии XIX века), он сильно отличается как от предыдущей работы группы — Bergtatt, так и от следующего альбома Nattens Madrigal. Kveldssanger — это полностью акустический альбом с чистым вокалом и элементами фолка. Тем не менее, вместе с предыдущим и последующим альбомами он является частью так называемой «блэк-металической трилогии», основанной на мотивах норвежского фольклора.
При записи альбома использовались акустические гитары, скрипка, флейта. С помощью многократного наложения вокальных партий Гарма получилось создать эффект хорового пения.

## Список композиций
| №                   | Название                                                                  | Длительность |
| ------------------- | ------------------------------------------------------------------------- | ------------ |
| 1.                  | «Østenfor Sol Og Vestenfor Måne» (К востоку от Солнца и к западу от Луны) | 3:26         |
| 2.                  | «Ord» (Слова)                                                             | 0:17         |
| 3.                  | «Høyfjeldsbilde» (Вид с горной вершины)                                   | 2:15         |
| 4.                  | «Nattleite» (Время ночи)                                                  | 2:12         |
| 5.                  | «Kveldssang» (Вечерняя песня)                                             | 1:32         |
| 6.                  | «Naturmystikk» (Тайна природы)                                            | 2:56         |
| 7.                  | «A Cappella (Sielens Sang)» (А капелла (Песня души))                      | 1:26         |
| 8.                  | «Hiertets Vee» (Горе сердца)                                              | 3:55         |
| 9.                  | «Kledt I Nattens Farger» (Одетый в цвета ночи)                            | 2:51         |
| 10.                 | «Halling»                                                                 | 2:08         |
| 11.                 | «Utreise» (Исход)                                                         | 2:57         |
| 12.                 | «Søfu-ør På Allfers Lund» (Сон на волшебном холме)                        | 2:38         |
| 13.                 | «Ulvsblakk» (Цвет волка)                                                  | 6:56         |
| Общая длительность: | Общая длительность:                                                       | 35:29        |

## Участники записи
- Garm — вокал
- Håvard Jørgensen — гитара, бас
- AiwarikiaR — ударные